# Buket Keranji
Buket Keranji is een bestuurslaag in het regentschap Aceh Tamiang van de provincie Atjeh, Indonesië. Buket Keranji telt 384 inwoners (volkstelling 2010).